# Ilha do Príncipe de Gales (Nunavut)
Nota: Se procura outras ilhas com o mesmo nome, veja Ilha do Príncipe de Gales
A ilha do Príncipe de Gales, em Nunavut, Arquipélago Ártico Canadiano, é uma das maiores ilhas da Terra, e fica entre a Ilha Victoria e a Ilha Somerset, ao sul das Ilhas da Rainha Isabel.
A sua superfície estima-se em 33 339 km², o que a torna na 40.ª maior ilha do mundo em área. O seu ponto mais alto conhecido tem 424 metros de altitude e não tem nome atribuído. A ilha é desabitada.
Foi descoberta em 1851 por Francis Leopold McClintock durante a derradeira expedição de John Franklin. A ilha foi nomeada assim em honra do herdeiro da coroa britânica, o futuro rei Eduardo VII.